# Phrynium fasciculatum
Phrynium fasciculatum är en strimbladsväxtart som först beskrevs av Karel Presl, och fick sitt nu gällande namn av Paul Paulus Fedorowitsch Horaninow. Phrynium fasciculatum ingår i släktet Phrynium och familjen strimbladsväxter. Inga underarter finns listade.